# Apice
Apice är en ort och kommun i provinsen Benevento i regionen Kampanien i Italien. Kommunen hade 5 578 invånare (2017).